# Rosemarie Doms
Rosemarie Doms (* vor 1945) ist eine deutsche klinische Psychologin und Buchautorin.
Doms lebte während des Zweiten Weltkrieges in Stuttgart und studierte danach Psychologie an den Universitäten Freiburg und Mainz. Anschließend war sie als klinische Psychologin an der Klinik für Psychotherapie der Mainzer Universitätskliniken tätig.
Sie debütierte 2014 als Autorin mit der Erzählung Im Garten meiner Kindheit und gewann den Deutschen Gartenbuch-Preis in der Kategorie „Bestes Buch zur Gartenprosa“. Der Preis wurde von der Jury auf Schloss Dennenlohe verliehen. Im Jahr 2017 veröffentlichte sie die Erzählungen Der kleine Schmetterlingsgarten und Wenn es Winter wird in meinem Garten… im Thorbecke Verlag. Ursula März bewundert Doms „Hingabe an die poetische Darstellung der Natur“.

## Werke
- Im Garten meiner Kindheit. Eine Erzählung. Thorbecke Verlag, Ostfildern 2014, ISBN 978-3-7995-0437-9.
- Wenn es Winter wird in meinem Garten… Thorbecke Verlag, Ostfildern 2017, ISBN 978-3-7995-1172-8.
- Der kleine Schmetterlingsgarten. Thorbecke Verlag, Ostfildern 2017, ISBN 978-3-7995-1124-7.